# Nadežda (nave)
Lo sloop Nadežda (in russo Надежда?, in italiano "speranza"; chiamato precedentemente Leander) era una nave  a tre alberi sulla quale fu effettuata nel 1803-1806 la prima circumnavigazione russa del globo sotto il comando di Adam Johann von Krusenstern, assieme alla Neva comandata da Jurij Fëdorovič Lisjanskij. 

## La nave mercantile britannica
La Leander era una nave a tre alberi varata a Londra alla fine del 1799, armata con 16 carronate. Secondo la classificazione delle navi inglesi dell'epoca: uno sloop. La lunghezza massima dello scafo era di 34,2 metri, al galleggiamento di 29,2 m. La larghezza massima di 8,84 m. Capacità di carico: 450 tonnellate, pescaggio 3,86 m. Lo sloop fu costruito per T. Huggins per il commercio tra l'Inghilterra e l'Africa.
Il capitano Christopher Anderson salpò con la Leander da Londra il 21 gennaio 1800 e acquisì prigionieri a Bonny (isola sul delta del Niger). Arrivò a Kingston, in Giamaica, il 10 ottobre e lì consegnò 361 prigionieri. Salpò per Londra il 29 novembre, ma non vi arrivò mai perché il 17 gennaio 1801, una nave corsara francese con 22 cannoni e 160 uomini catturò la Leander mentre si avvicinava all'Inghilterra.
Nel 1801, 23 navi schiaviste britanniche andarono perdute; non si ha notizia di come la Leander sia tornata nelle mani degli inglesi.

## La spedizione russa

Rotta della prima circumnavigazione russa del globo: il percorso della Nadežda è contrassegnato in blu, quello della Neva in rosso.

Con il patrocinio dell'imperatore russo Alessandro I, era stata pianificata una spedizione intorno al mondo sotto la guida di Adam J. von Krusenstern. A Londra, Lisjanskij acquistò due navi per la spedizione: la Leander, una nave negriera, e la Thames.  Entrambe le navi costarono all'erario 17 000 £, oltre ad altre 5 000 £  di materiali per le riparazioni. Il 5 giugno 1803 la Leander arrivò a Kronštadt, dove, per volontà dell'imperatore, fu ribattezzata Nadežda e inclusa negli elenchi della Marina imperiale russa. La Thames venne chiamata Neva.
Oltre a portare alta la bandiera navale russa, la spedizione doveva anche svolgere compiti specifici, vale a dire: la consegna di merci agli insediamenti della compagnia russo-americana, la ricerca scientifica e il trasporto dell'ambasciatore nominato Nikolaj Petrovič Rezanov in Giappone per concludere accordi commerciali.
Della spedizione facevano parte gli scienziati stranieri Wilhelm Gottlieb von Tilesius von Tilenau, Georg Heinrich von Langsdorff, Johann Kaspar Horner, il medico Karl Espenberg, nonché il pittore russo dell'Accademia russa di belle arti S. S. Kurljandcev; inoltre alcuni nobili e militari che accompagnavano Rezanov, il medico, botanico e naturalista F. P. Brykin e i fratelli Moritz e Otto von Kotzebue del «Primo corpo dei cadetti» (Первый кадетский корпус) di San Pietroburgo. A bordo si trovavano complessivamente 81 persone.

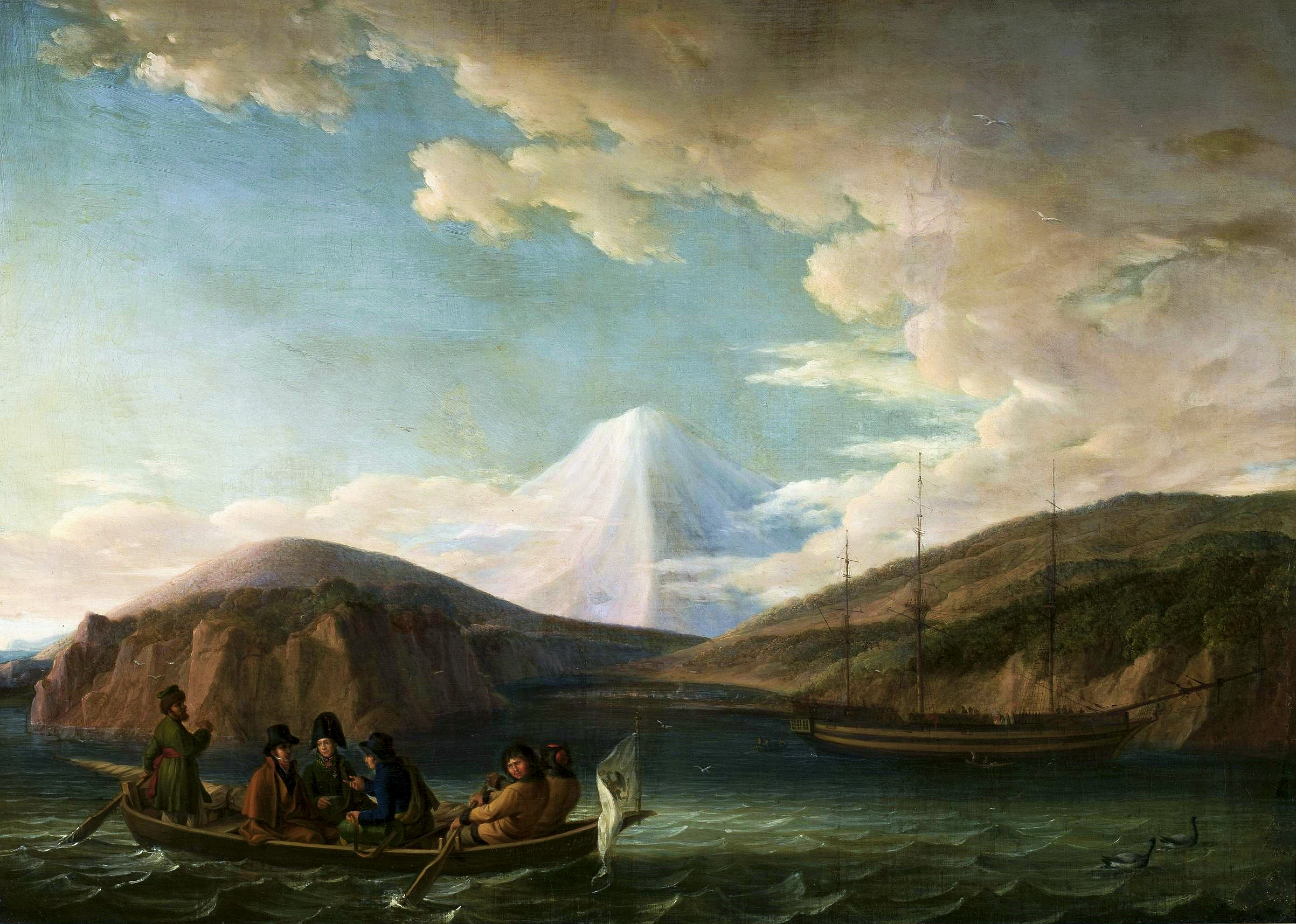
Krusenstern nella baia dell'Avača (Kamčatka).

### La rotta
Il 7 agosto 1803 la Nadežda e la Neva partirono da Kronštadt. Si fermarono a Copenaghen e a Falmouth e in ottobre sostarono a Santa Cruz (Isole Canarie) per ricostituire le scorte. In novembre le navi attraversarono l'equatore per la prima volta nella storia della flotta russa, con un saluto di artiglieria e festeggiamenti generali. Per entrare in Brasile, Krusenstern, seguendo l'esempio di La Perouse, scelse il porto di Nossa Senhora do Desterro (ora Florianópolis) nell'isola di Santa Catarina per il suo clima mite, la presenza di acqua dolce, il basso costo dei prodotti e, rispetto a Rio de Janeiro, meno dazi doganali. Il 21 dicembre gli sloop entrarono nello stretto che separa l'isola dalla terraferma e attraccarono alla fortezza di Santa Cruz. La sosta si protrasse fino al 4 febbraio 1804 per importanti riparazioni.
Dirette a sud, nell'avvicinarsi a Capo Horn le navi si separarono a causa del maltempo. La Nadežda doppiò il capo il 3 marzo 1804. Le navi si riunirono a Nuku Hiva (arcipelago delle isole Marchesi) dove rifornirono le scorte per poi dirigersi alle isole Sandwich (ora isole Hawaii) che raggiunsero a metà giugno. Lì i loro percorsi si divisero: la Nadežda andò in Kamčatka e la Neva in Alaska. Krusenstern pianificò un futuro incontro delle navi nel settembre 1805 nel porto portoghese di Macao, dove si prevedeva di iniziare il commercio di pellicce con la Cina.
La Nadežda gettò l'ancora nella rada di Petropavlovsk-Kamčatskij il 14 luglio 1804, dopo aver scaricato le merci portate per la compagnia russo-americana, e si diresse verso le coste del Giappone. Il 27 settembre arrivava nel porto di Nagasaki, sulla costa sud-occidentale dell'isola di Kyūshū. Mentre Rezanov conduceva trattative infruttuose, Krusenstern fece descrivere il porto di Nagasaki e redigere una mappa di rilievo che indicasse le profondità nelle rade esterne, medie e interne. Una volta partiti dalle coste del Giappone verso nord, furono chiariti i dati astronomici determinati dalla spedizione di Jean-François de La Pérouse sulla posizione della punta settentrionale dell'isola di Tsushima. Quindi la Nadežda navigò attraverso il Mar del Giappone fino allo stretto di La Pérouse e si avvicinò alla parte meridionale di Sachalin, dove fu descritto il golfo (ora chiamato Aniva) e la sua sponda orientale, così come il golfo Terpenija. Limiti di tempo non permisero a Krusenstern di circumnavigare l'isola, e quindi non fu in grado di confermare o confutare in modo affidabile l'ipotesi di La Perouse secondo cui Sachalin era una penisola.
Spostandosi a nord, oltre il 48º parallelo, lo sloop fu bloccato dal ghiaccio e Krusenstern fu costretto a dare l'ordine di virare verso le isole Curili e procedere verso il porto di Petropavlovsk-Kamčatskij dove arrivò il 24 maggio 1805. Durante la traversata, furono controllate le coordinate geografiche di alcune isole Curili e di diversi punti geografici della costa della Kamčatka. In settembre iniziò il viaggio verso la Cina. La Nadežda approdò a Macao il 15 novembre e in dicembre raggiunse la Neva a Canton (ora Guangzhou). Vennero acquistati vari beni, tra cui il tè cinese, e nel gennaio 1806 gli sloop ripresero il viaggio di ritorno. La Nadežda arrivò a Kronštadt il 19 agosto 1806.

## Epilogo
Nel 1808 un mercante americano, D. Martin, noleggiò la Nadežda per il trasporto di merci da Kronštadt a New York. Durante il viaggio, a dicembre, rimase bloccata e distrutta nella morsa dei ghiacci vicino alla Danimarca. La Lloyd's List riportò: «Nadežda... viene catturata dai danesi e si perde al largo di Malmö»".

## Dediche
Alcuni luoghi geografici hanno preso il nome della Nadežda:
- Stretto Nadeždy – nella catena delle isole Curili (Oceano Pacifico);
- Nadezhda Islands – gruppo di isole nella contea di Sitka (Alaska)[11];
- Quattro capi geografici nel Mar del Giappone e nello stretto dei Tartari.

Ha preso il nome Nadežda una fregata, nave scuola a tre alberi costruita in Polonia nel 1991.

Nel 1993, la Banca di Russia ha emesso una serie di monete commemorative “Il primo viaggio russo intorno al mondo”:

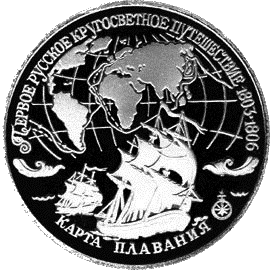
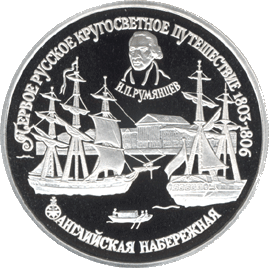
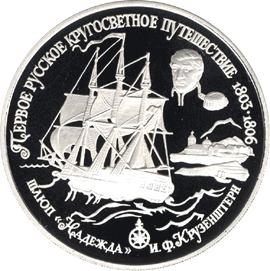
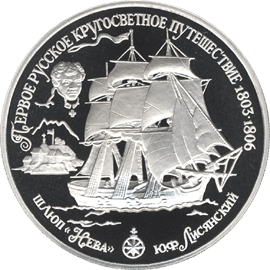